# هو لولي
هو لولي (بالصينية: 何魯麗) (من مواليد 7 يونيو، 1934). هي طبيبة أطفال وسياسية صينية متقاعدة. دخلت السياسة بعد ممارسة الطب لمدة 27 عاماً، وشغلت منصب نائبة عمدة بكين ورئيسة اللجنة الثورية للكومينتانغ الصينية ونائبة رئيس المؤتمر الاستشاري السياسي للشعب الصيني ونائبة رئيس اللجنة الدائمة للمجلس الوطني لمجلس نواب الشعب.
هو لولي هي ابنة هو سيوان، الذي كان عمدة الكومينتانغ في بكين التي تفاوضت على الاستسلام السلمي للمدينة للحزب الشيوعي الصيني قبيل نهاية الحرب الأهلية الصينية.

## النشأة
ولدت هو لولي في يونيو في عام 1934 في جينان، شاندونغ في الصين[. كان والدها هو سيوان وزير التعليم آنذاك حيث تلقّى تعليمه باللغة الفرنسية في مقاطعة شاندونغ، وكانت والدتها سيدة فرنسية تبنت الاسم الصيني «هو يوان». تمتلك لولي شقيقين أكبر منها وشقيقة أصغر منها.
بعد أن قامت اليابان بغزو الصين في عام 1937، قاد هو سيوان عملية حرب العصابات في شاندونغ من أجل محاربة العدو. كما أرسل زوجته وأطفاله للعيش في الامتياز البريطاني في تيانجين. ولكن بعد اندلاع حرب المحيط الهادئ في ديسمبر من عام 1941، احتلت اليابان الامتياز البريطاني وانتقلت يوان والأطفال إلى تيانجين الإيطالية. في 31 ديسمبر، ألقت السلطات الإيطالية القبض على يوان والأطفال وسلمتهم إلى اليابانيين، الذين احتجزوهم كرهائن وطالبوا بتسليم هو سيوان للإفراج عنهم. رفض سيوان المطلب، وأدان انتهاك اليابان وإيطاليا للقانون الدولي من خلال القنوات الدبلوماسية، واحتجز المبشرين الإيطاليين كورقة مساومة. وفي النهاية رضخت اليابان وأطلقت سراح الأسرة.
بعد نهاية الحرب العالمية الثانية، شغل هو سيوان منصب عمدة بكين؛ وخلال الحرب الأهلية الصينية التي تلت تلك الفترة، تفاوض مع الشيوعيين من أجل الاستسلام السلمي لبكين. ولكن أرسل تشيانغ كاي شيك بعض العملاء لاغتيال هو سيوان، وذلك من أجل منع الاستسلام. في الصباح الباكر من يوم 18 يوناير من عام 1949، انفجرت قنبلتان في مقر هو سيوان مما أدى إلى مقتل شقيقة لولي البالغة من العمر 12 عاماً وإصابة والدتها بجروح خطيرة، كما أصيب بقية أفراد الأسرة أيضاً. تم القبض على العميل الذي زرع القنابل في عام 1954، وأعدم في عام 1967.

## المسيرة المهنية
بعد إنشاء جمهورية الصين الشعبية، درست هو لولي الطب في جامعة بكين الطبية (مركز العلوم الصحية في جامعة بكين اليوم) من عام 1952 حتى عام 1957، وعملت كطبيبة لمدة 27 عاماً في مستشفى بكين للأطفال ومستشفى أطفال مقاطعة شيتشينغ ومستشفى بكين رقم 2.
دخلت لولي مجال السياسة في عام 1984، عندما تم تعيينها نائبة عمدة مقاطعة شيتشينغ في بكين. ثم انضمت إلى اللجنة الثورية لجماعة الكومينتانغ الصينية في نيسان من عام 1986. وترقت إلى نائبة عمدة بكين في عام 1988 وشغلت هذا المنصب حتى عام 1996. كما عملت في الوقت نفسه كرئيسة لجمعية الصليب الأحمر في بكين. في عام 1993، تم انتخابها كنائبة رئيس الاتحاد النسائي لعموم الصين.
في عام 1996، تم انتخابها كرئيسة للجنة الثورية لجماعة الكومينتانغ، بعد قتل رئيسها السابق. أعيد انتخابها مرتين، المرة الأولى في عام 1997 والمرة الثانية في عام 2002، وخدمت اللجنة حتى عام 2007. كما أصبحت نائبة رئيس المؤتمر الاستشاري السياسي للشعب الصيني في آذار من عام 1996.
في مارس من عام 1998، تم انتخابها كرئيسة للجنة الدائمة للمجلس الوطني لمجلس نواب الشعب. تم إعادة انتخابها في مارس من عام 2003 حتى عام 2008.
بالإضافة إلى كل ما سبق، كانت لولي عضواً في اللجنة التحضيرية لمنطقة هونغ كونغ الإدارية الخاصة في عام 1997 ولجنة ماكاو الإدارية الخاصة في عام1999. في عام 1999، أصبحت رئيسةً للأكاديمية الاشتراكية المركزيةـ ونائبة فخرية لجمعية الصليب الأحمر الصينية. في تلك السنة أيضاً، فازت لولي بجائزة منظمة الصحة العالمية، لمساهمتها في حركة مكافحة التدخين في الصين.

## الحياة الشخصية
تزوجت هو لولي من زميلها الطبيب رونغ غو هوانغ في عام 1958، ورزقا بولدين. توفي زوجها في عام 1989.

## تأثير العائلة
عاشت لولي طوال حياتها مع والدها باستثناء السنوات الخمسية التي قضتها بعيدةً عنه بسبب حرب المقاومة ضد اليابانيين. لطالما أحبت واحترمت وتأثرت بوالدها سوان، الذي شارك في حملة 4 مايو من عام 1919. إن أسلوب لولي في القيام بالأشياء هو هدية موروثة من والدها، حيث أهداها حب البلاد والتعلق بها وشغف العودة إليها لمتابعة ما يقوم به الحزب الشيوعي الصيني. كانت هذه الأفكار جوهر تفكير لولي كسياسية صينية حديثة.

## أعمالها في الصين
بعد أن تولت منصب نائب عمدة مقاطعة شيتشينغ في بكين، اعتنت بالأشياء ذات الصلات الوثيقة بالمواطنين العاديين؛ فقامت ببناء أول مدرسة للزواج وأول مدرسة للحوامل وبنت الكثير من المراحيض العامة في بكين، كما ركزت على إمدادات مياه الشرب الريفية وعملت على تحسينها؛ وأدّت جهودها إلى تحسين البيئة الصحية في بكين تدريجياً.
كانت لولي تعلم كم هو أمر صعب شرح مفهوم تنظيم الأسرة للأسر الريفية، لذلك عندما كانت نائبة عمدة بكين، سافرت 11 مرة لمسافة 100 كم من أجل الوصول إلى قرية كانغتشوانغ في مقاطعة يانكينغ من أجل المساعدة بالقيام بأعمال تنظيم الأسرة، كما ذهبت إلى العائلات المحلية وحاولت إقناعهم باتباع السياسة. بحلول عام 1992، كانت جهود لولي قد أثمرت بشكل واضح، حيث أصبحت بكين من أكثر 10 قطاعات بارزة في تنفيذ سياسة تنظيم الأسرة على المستوى الوطني. كان معدل تنظيم الأسرة 99.76% وكان معدل الزواج المتأخر 89.27%. وظهرت قدرات لولي القيادية من خلال هذه النتائج بشكل واضح للجميع.
أولت هو لولي اهتماماً كبيراً بتنفيذ القوانين وخاصةً بعد أن أصبحت أحد قادة اللجنة الدائمة للمجلس الوطني لمجلس نواب الشعب الصيني، فكانت تذهب شخصياً إلى المناطق المحلية في كل عام لتتفقد تنفيذ القوانين الجديدة. وكان من المعروف أن لولي لم تكن راضيةً أبداً عن تقارير المؤتمرات والاجتماعات المنظمة مع المسؤولين المحليين، ولطالما أصرت على الاجتماع مع السكان المحليين والكوادر العاملة لسؤالهم عن آرائهم ومواقفهم.
في نيسان من عام 2002 وتحديداً في الذكرى العاشرة لتنفيذ قانون جمهورية الصين الشعبية بشأن حماية حقوق المرأة ومصالحها، ذهب لولي إلى غوانغدونغ مع فريق التفتيش عن القانون التابع للجنة الشؤون الداخلية والقضائية بالمجلس الوطني لمجلس نواب الشعب، حيث زار الفريق كل من غوانزو وزوهاي وشنجن وشانوى؛ ولم يكتفوا بالاستماع إلى تقارير الإدارات ذات الصلة، بل التقوا أيضاً باللجان العاملة على مستوى القاعدة ومدراء المؤسسات والنساء المهاجرات أيضاً.

## جدة محبة للقراءة
هو لولي هي جدة محبة للقراءة، وتتحمس للغاية عندما تتحدث عن القراءة حيث تنتقل بكلماتها من كتاب إلى آخر، فالقراءة اليوم هي عادة حياتها. تقوم هو لولي بشراء الكثير من الكتب وتبدأ بقراءتها يومياً منذ الساعة العاشرة مساءً؛ كما أنها تستعمل الكتب كهدايا للآخرين. في إحدى المرات أهدت بعض الكتب التي كتبتها كاتبة من ذوي الاحتياجات الخاصة إلى اتحاد بلدية بكين للمعوقين، وتأثر الناس هناك بهذه الحادثة بشدة.
تهتم لولي بالكثير من الكتب كالروايات والعلوم الاجتماعية، إلا أنها تفضل الروايات، وتمتلك ذوق رفيع للغاية في هذا المجال. عندما تتحدث عن مجموعة كتبها، فإنها تقول بكل فخر أن جميع رفوف الكتب التي تمتلكها ممتلئة على طول الجدار.